# Lioscinella sulfurhalterata
Lioscinella sulfurhalterata är en tvåvingeart som först beskrevs av Günther Enderlein 1911.  Lioscinella sulfurhalterata ingår i släktet Lioscinella och familjen fritflugor. Inga underarter finns listade i Catalogue of Life.